# Virslīga
O Campeonato Letão/Letoniano de Futebol , também conhecida como Virslīga (em português: Liga Alta ou Liga Superior) é a principal liga de futebol na Letônia. Organizada pela Federação Letã de Futebol, a Virslīga é disputada por 10 clubes. O nome completo da liga é Optibet Virslīga por motivos de patrocínio desde 2019. Algumas de suas partidas são transmitidas pela emissora televisiva LTV7 e pelo site sportacentrs.com.

## Forma de disputa
Todos os times jogam entre si duas vezes, uma em casa e uma fora. O 1º colocado disputa a Fase de Qualificação da Liga dos Campeões da UEFA, o 2º e 3º colocados disputam a 2ª Fase de Qualificação da Liga Europa da UEFA e o 4º colocado, a 1ª Fase de Qualificação da Liga Europa da UEFA. O último colocado (10º) é rebaixado, já o penúltimo (9º) disputa um play-off com o 2º colocado da 2ª divisão. O vencedor sobe, e o perdedor desce.

## Equipes participantes
| Equipe           | Cidade    | Posição em 2019 | Primeira temporada na Virslīga | Temporadas na Virslīga1 | Títulos | Último título |
| ---------------- | --------- | --------------- | ------------------------------ | ----------------------- | ------- | ------------- |
| Jelgava          | Jelgava   | 7º              | 2010                           | 11                      | 0       | -             |
| Liepāja          | Liepāja   | 6º              | 2014                           | 7                       | 1       | 2015          |
| Metta / LU       | Riga      | 9º              | 2012                           | 9                       | 0       | -             |
| Riga FC          | Riga      | 1º              | 2016                           | 5                       | 3       | 2020          |
| Rīgas FS         | Riga      | 2º              | 2016                           | 5                       | 0       | -             |
| Spartaks Jūrmala | Jūrmala   | 5º              | 2012                           | 9                       | 2       | 2017          |
| Tukums 2000      | Tukums    | 1º 2            | 2020                           | 1                       | 0       | -             |
| Valmiera         | Valmiera  | 4º              | 1997                           | 10                      | 0       | -             |
| Ventspils        | Ventspils | 3º              | 1997                           | 24                      | 6       | 2014          |
| Daugavpils       | Dunaburgo | 8º              | 2014                           | 7                       | 0       | -             |

1: Baseado na temporada de 2020
2: Campeões da Pirmā Līga

## Campeões
| Ano     | Campeão               | Vice-campeão          |
| ------- | --------------------- | --------------------- |
| 1927    | Olimpija Liepāja      | Rīgas FK              |
| 1928    | Olimpija Liepāja      | Rīgas FK              |
| 1929    | Olimpija Liepāja      | Rīgas FK              |
| 1930    | Rīgas FK              | Olimpija Liepāja      |
| 1931    | Rīgas FK              | Olimpija Liepāja      |
| 1932    | ASK                   | Riga Wanderers        |
| 1933    | Olimpija Liepāja      | Rīgas FK              |
| 1934    | Rīgas FK              | Riga Wanderers        |
| 1935    | Rīgas FK              | Olimpija Liepāja      |
| 1936    | Olimpija Liepāja      | ASK                   |
| 1937-38 | Olimpija Liepāja      | Rīgas FK              |
| 1938-39 | Olimpija Liepāja      | ASK                   |
| 1939-40 | Rīgas FK              | Olimpija Liepāja      |
| 1942    | ASK                   | Olimpija Liepāja      |
| 1943    | ASK                   | Olimpija Liepāja      |
| 1992    | Skonto FC             | RAF Jelgava           |
| 1993    | Skonto FC             | Olimpija Rīga         |
| 1994    | Skonto FC             | RAF Jelgava           |
| 1995    | Skonto FC             | Dinaburg FC           |
| 1996    | Skonto FC             | Daugava Rīga          |
| 1997    | Skonto FC             | Daugava Rīga          |
| 1998    | Skonto FC             | FK Liepājas Metalurgs |
| 1999    | Skonto FC             | FK Liepājas Metalurgs |
| 2000    | Skonto FC             | FK Ventspils          |
| 2001    | Skonto FC             | FK Ventspils          |
| 2002    | Skonto FC             | FK Ventspils          |
| 2003    | Skonto FC             | FK Liepājas Metalurgs |
| 2004    | Skonto FC             | FK Liepājas Metalurgs |
| 2005    | FK Liepājas Metalurgs | Skonto FC             |
| 2006    | FK Ventspils          | FK Liepājas Metalurgs |
| 2007    | FK Ventspils          | FK Liepājas Metalurgs |
| 2008    | FK Ventspils          | FK Liepājas Metalurgs |
| 2009    | FK Liepājas Metalurgs | FK Ventspils          |
| 2010    | Skonto FC             | FK Ventspils          |
| 2011    | FK Ventspils          | FK Liepājas Metalurgs |
| 2012    | FC Daugava            | Skonto FC             |
| 2013    | FK Ventspils          | Skonto FC             |
| 2014    | FK Ventspils          | Skonto FC             |
| 2015    | FK Liepāja            | Skonto FC             |
| 2016    | FK Spartaks Jūrmala   | FK Jelgava            |
| 2017    | FK Spartaks Jūrmala   | FK Liepāja            |
| 2018    | Riga FC               | FK Ventspils          |
| 2019    | Riga FC               | FK RFS                |
| 2020    | Riga FC               | FK RFS                |

## Artilheiros
| Ano  | Nome                               | Equipe                             | Gols |
| ---- | ---------------------------------- | ---------------------------------- | ---- |
| 1991 | Vjačeslavs Ževnerovičs             | Celtnieks Rīga                     | 27   |
| 1992 | Vjačeslavs Ževnerovičs             | BK VEF Rīga                        | 19   |
| 1993 | Aleksandrs Jelisejevs              | Skonto FC                          | 20   |
| 1994 | Vladimirs Babičevs                 | Skonto FC                          | 14   |
| 1995 | Vitālijs Astafjevs                 | Skonto FC                          | 19   |
| 1996 | Mihails Miholaps                   | FK Daugava Rīga                    | 33   |
| 1997 | David Chaladze                     | Skonto FC                          | 25   |
| 1998 | Viktors Dobrecovs                  | FK Liepājas Metalurgs              | 23   |
| 1999 | Viktors Dobrecovs                  | FK Liepājas Metalurgs              | 22   |
| 2000 | Vladimirs Koļesņičenko             | Skonto FC                          | 17   |
| 2001 | Mihails Miholaps                   | Skonto FC                          | 24   |
| 2002 | Mihails Miholaps                   | Skonto FC                          | 23   |
| 2003 | Viktors Dobrecovs                  | FK Liepājas Metalurgs              | 36   |
| 2004 | Aleksandr Katasonov                | FK Liepājas Metalurgs              | 21   |
| 2005 | Viktors Dobrecovs Igors Sļesarčuks | FK Liepājas Metalurgs FK Ventspils | 18   |
| 2006 | Mihails Miholaps                   | Skonto FC                          | 15   |
| 2007 | Vīts Rimkus                        | FK Ventspils                       | 20   |
| 2008 | Vīts Rimkus                        | FK Ventspils                       | 14   |
| 2009 | Kristaps Grebis                    | FK Liepājas Metalurgs              | 30   |
| 2010 | Deniss Rakels/Nathan Júnior        | FK Liepājas Metalurgs/Skonto FC    | 18   |
| 2011 | Nathan Júnior                      | Skonto FC                          | 22   |
| 2012 | Mamuka Ghonghadze                  | FC Daugava                         | 18   |
| 2013 | Artūrs Karašausks/Andrejs Kovaļovs | Skonto FC/FC Daugava               | 16   |
| 2014 | Vladislavs Gutkovskis              | Skonto FC                          | 28   |
| 2015 | Dāvis Ikaunieks                    | FK Liepāja                         | 15   |
| 2016 | Ģirts Karlsons                     | FK Ventspils                       | 17   |
| 2017 | Yevgeni Kozlov                     | FK Spartaks Jūrmala                | 13   |
| 2018 | Darko Lemajić                      | Riga FC                            | 15   |
| 2019 | Darko Lemajić                      | Riga FC                            | 15   |
| 2020 | Dodô                               | FK Liepāja                         | 18   |

## Campeões anteriores

### Campeões da Liga de Futebol de Riga
- 1910; Union Riga
- 1911; British Football Club
- 1912; Union Riga
- 1913; British Football Club
- 1914; British FC Riga
- 1915; British FC Riga

### Campeões antes da Virslīga
- 1922; Ķeizarmežs
- 1923; Ķeizarmežs
- 1924; Rīgas FK
- 1925; Rīgas FK
- 1926; Rīgas FK